# Pavel Šulc
Pavel Šulc (* 29. Dezember 2000 in Karlsbad) ist ein tschechischer Fußballspieler und steht seit 2025 bei Olympique Lyon unter Vertrag.

## Karriere

### Verein
Über die Vereine SK Toužim sowie FC Slavia Karlovy Vary wechselte Šulc 2011 in den Nachwuchs von Viktoria Pilsen. Von dort wurde er Anfang 2019 an den FC Vysočina Jihlava in die zweitklassige Fotbalová národní liga verliehen und die Hinrunde der Saison 2019/20 verbrachte er leihweise beim Erstligisten SFC Opava. Nach seiner Rückkehr gehörte Šulc dann auch fest zum Profikader von Pilsen, wurde jedoch wieder für das komplette Jahr 2020 an den Ligarivalen Dynamo Budweis verliehen. In der Spielzeit 2021/22 gewann er zwar die tschechische Meisterschaft, doch zur nächsten Spielzeit folgte eine erneute Leihe zum FK Jablonec. Seit dem Sommer 2023 ist er nun Stammspieler bei Viktoria Pilsen und erreichte mit dem Verein das Viertelfinale der UEFA Europa Conference League, wo man dem AC Florenz aus Italien (0:0, 0:2 n. V.) unterlag.
Zur Saison 2025/26 wechselte Sulc zu Olympique Lyon in die erste französische Liga.

### Nationalmannschaft
Von 2017 bis 2023 absolvierte der Mittelfeldakteur insgesamt 33 Partien für diverse tschechische Jugendnationalmannschaften und erzielte dabei sieben Treffer. Mit der U-21-Auswahl nahm er 2021 an der Europameisterschaft in Slowenien & Ungarn teil, scheiterte dort aber schon in der Gruppenphase. Am 22. März 2023 debütierte Šulc dann für die A-Nationalmannschaft in einem Testspiel gegen Norwegen. Beim 2:1-Auswärtserfolg in Oslo stand er in der Startelf und wurde in der 61. Minute für Adam Hložek ausgewechselt.

## Erfolge
- Tschechischer Meister: 2022